# Георгиадис, Георгиос (футболист)
Йо́ргос Георгиа́дис (греч. Γιώργος Χ. Γεωργιάδης; род. 8 марта 1972, Кавала) — греческий футболист, полузащитник. Выступал за сборную Греции. Чемпион Европы 2004 года. Три сезона подряд, с 2012-13 до 2014-15 назначался исполняющим обязанности главного тренера ПАОКа после отставок Гиоргоса Дониса, Хуба Стевенса и Ангелоса Анастасиадиса соответственно.

## Карьера
Родился в Кавале и вскоре после рождения, уехал в Штутгарт, Германия, где он научился играть в футбол. Он вернулся в Грецию в подростковом возрасте и записался в любительский клуб «Керавнос Кринидес» . В возрасте 17 лет он подписал контракт с клубом «Докса Драма».
В 1993 году Георгиадис перешёл в «Панатинаикос». Он был членом команды, которая достигла полуфинала Лиги чемпионов в сезоне 1995/1996. В 1999 году его Георгиадиса подписал «Ньюкасл Юнайтед». В том сезоне «Ньюкасл» дошёл до финала Кубка Англии, где проиграл «Манчестер Юнайтед». Георгиадис забил только один гол за «сорок» в матче кубка Англии против «Эвертона».
В 1999 году Георгиадис вернулся в Грецию, где играл 4 года за «ПАОК».
С 2003 по 2005 год играл за «Олимпиакос», а в 2005 перешёл в «Ираклис». 
После полутора сезона с "Ираклисом" Георгиадис покинул клуб и в январе 2007 года в качестве свободного агента вернулся в "ПАОК".
1 июля 2008 года объявил о завершении карьеры профессионального игрока.

### В сборной
Георгиадис также был членом сборной Греции, которая выиграла Евро-2004. За сборную Греции провёл 66 матчей и забил 11 голов.

## Тренерская карьера
Дебютировал в 2010 году в роли тренера в сборной Греции до 21 года. В мае 2013 года Георгиадис был назначен временным тренером "ПАОК" вместо Йоргоса Дониса. В марте 2014 года снова был назначен временным тренером "ПАОК" вместо Хуба Стивенса. В марте 2015 года снова был назначен исполняющим обязанности тренера "ПАОК" вместо Ангелоса Анастасиадиса. 
18 июня 2015 года стал тренером ФК «Верия».
5 сентября 2016 года был назначен тренером ФК «Трикала».
13 января 2018 года вернулся в "ПАОК" на должность скаута, в помощь спортивному директору Любошу Михелу в поиске молодых талантов.

## Достижения
- Чемпион Европы 2004
- Чемпион Греции: 1994/95, 1995/96, 2004/05
- Обладатель Кубка Греции: 1994, 1995
  - Второе место: 1997, 1998
- Игрок года в Греции: 1996